# DHB-Pokal der Frauen 1988/89
Der DHB-Pokal der Frauen 1988/89 war die 15. Austragung des Handballpokalwettbewerbs der Frauen. Im Finale, das aus Hin- und Rückspiel bestand, ging der TV Lützellinden, der sich gegen den VfL Oldenburg durchsetzte, zum ersten Mal als Sieger hervor. Nachdem Lützellinden das Double aus Meisterschaft und Pokalsieg gelang, qualifizierte sich der unterlegende Pokalfinalist Oldenburg für den Europapokal der Pokalsieger 1989/90.

## Modus
Es traten insgesamt 54 Mannschaften aus der Bundesliga, der 2. Bundesliga, der Regionalliga (3. Liga) und der Oberliga (4. Liga) im K.-o.-System gegeneinander an, wobei die zehn Mannschaften der vorherigen Saison aus dem Oberhaus (Bundesliga) erst zur zweiten Runde in den Wettbewerb einstiegen. In den ersten zwei Runden wurde das Teilnehmerfeld nach territorialen Gesichtspunkten in Gruppe Nord und Süd unterteilt. Danach ging es einheitlich weiter und es erfolgte die weitere Ausspielung in Achtel-, Viertel und Halbfinale sowie einem Finale, das aus Hin- und Rückspiel bestand.

## 1. Hauptrunde
An der 1. Hauptrunde nahmen folgende 44 Mannschaften teil, die hier nach ihrer Ligazugehörigkeit während der Saison 1988/89 aufgelistet sind.
 Gespielt wurde vom 8. Oktober bis 19. November 1988.
| Bundesliga                              | 2. Bundesliga | Regionalliga | Oberliga                                   |
| - TuS Eintracht Minden - 1. FC Nürnberg | Staffel Nord - SC Germania List - Buxtehuder SV - SV Süd Braunschweig - Holstein Kiel - Turnerbund Hamburg-Eilbeck - SG Olympia Brühl - SC Greven 09 - TuS Alstertal - MSV Duisburg Staffel Süd - VfL Neckargartach - DJK SC Schwarz-Weiß Wiesbaden - TSV Tempelhof-Mariendorf - TSF Ludwigsfeld - DJK St. Michael Marpingen - VfB Gießen - TV Mainzlar - TSV Germania Malsch | Nord - SG Union Bramfeld - TSV Buchholz 08 - TuS Walle Bremen - HSG Langelsheim-Astfeld Berlin - Reinickendorfer Füchse - ASC Spandau - Neuköllner Sportfreunde 1907 West - OSC 04 Rheinhausen - Vorwärts Wettringen - VfB Holzhausen - SG Dülken - VfL Hamm/Sieg Südwest - SG Kleenheim - TSG Leihgestern - SG Bruchköbel - SC Eintracht Alsweiler - TG 1848 Osthofen Süd - TuS Metzingen - TSV Dachau 1865 - TSG Ketsch - TV Echterdingen - SV Allensbach - HCD Gröbenzell - HG Regensburg | Oberliga Niedersachsen - MTV 1862 Moringen |

### Gruppe Nord
| Datum          | Heimmannschaft               | Ergebnis | Gastmannschaft             |
| -------------- | ---------------------------- | -------- | -------------------------- |
| Sa, 08.10.1988 | VfB Holzhausen               | 16:24    | Turnerbund Hamburg-Eilbeck |
| Sa, 08.10.1988 | TuS Alstertal                | 15:11    | SC Germania List           |
| Sa, 08.10.1988 | TSV Buchholz 08              | 09:15    | Reinickendorfer Füchse     |
| Sa, 08.10.1988 | TuS Walle Bremen             | 31:17    | SV Süd Braunschweig        |
| Sa, 08.10.1988 | SG Union Bramfeld            | 16:26    | Buxtehuder SV              |
| Sa, 08.10.1988 | MTV 1862 Moringen            | 22:18    | VfL Hamm/Sieg              |
| Sa, 08.10.1988 | MSV Duisburg                 | 16:15    | SG Olympia Brühl           |
| Sa, 08.10.1988 | Vorwärts Wettringen          | 21:14    | SC Greven 09               |
| Sa, 08.10.1988 | SG Dülken                    | 17:26    | HSG Langelsheim-Astfeld    |
| Sa, 08.10.1988 | Neuköllner Sportfreunde 1907 | 18:17    | OSC 04 Rheinhausen         |
| Sa, 19.11.1988 | Holstein Kiel                | 14:16    | TuS Eintracht Minden       |

### Gruppe Süd
| Datum           | Heimmannschaft           | Ergebnis | Gastmannschaft                |
| --------------- | ------------------------ | -------- | ----------------------------- |
| Sa, 08.10.1988  | TSG Leihgestern          | 16:14    | SG Kleenheim                  |
| Sa, 08.10.1988  | ASC Spandau              | 18:12    | VfB Gießen                    |
| Sa, 08.10.1988  | TV Mainzlar              | 13:90    | SG Bruchköbel                 |
| Sa, 08.10.1988  | TSV Tempelhof-Mariendorf | 18:15    | DJK SC Schwarz-Weiß Wiesbaden |
| Sa, 08.10.1988  | TG 1848 Osthofen         | 11:23    | VfL Neckargartach             |
| Sa, 08.10.1988  | HG Regensburg            | 23:16    | SC Eintracht Alsweiler        |
| Sa, 08.10.1988  | TSV Germania Malsch      | 19:18    | DJK St. Michael Marpingen     |
| Sa, 08.10.1988  | SV Allensbach            | 20:11    | TV Echterdingen               |
| Sa, 08.10.1988  | HCD Gröbenzell           | 22:13    | TuS Metzingen                 |
| Sa, 08.10.1988  | TSV Dachau 1865          | 12:90    | TSF Ludwigsfeld               |
| Di, .25.10.1988 | TSG Ketsch               | 10:19    | 1. FC Nürnberg                |

## 2. Hauptrunde
Qualifiziert waren für die 2. Hauptrunde folgende 32 Mannschaften, die hier nach ihrer Ligazugehörigkeit während der Saison 1988/89 aufgelistet sind.
 Gespielt wurde am 10. und 11. Dezember 1988.
| Bundesliga | 2. Bundesliga | Regionalliga | Oberliga                                   |
| - TV Lützellinden - TSV Bayer 04 Leverkusen - VfL Engelskirchen (TV) - TSV GutsMuths Berlin - VfL Oldenburg - VfL Sindelfingen - TSV Jarplund-Weding - PSV Grünweiß Frankfurt - TuS Eintracht Minden - 1. FC Nürnberg (TV) – Titelverteidiger | Staffel Nord - Buxtehuder SV - Turnerbund Hamburg-Eilbeck - TuS Alstertal - MSV Duisburg Staffel Süd - TSV Rot-Weiß Auerbach - DJK Würzburg - VfL Neckargartach - TSV Tempelhof-Mariendorf - TV Mainzlar - TSV Germania Malsch | Nord - TuS Walle Bremen - HSG Langelsheim-Astfeld Berlin - Reinickendorfer Füchse - ASC Spandau - Neuköllner Sportfreunde 1907 West - Vorwärts Wettringen Südwest - TSG Leihgestern Süd - TSV Dachau 1865 - SV Allensbach - HCD Gröbenzell - HG Regensburg | Oberliga Niedersachsen - MTV 1862 Moringen |

### Gruppe Nord
| Datum                 | Heimmannschaft               | Ergebnis            | Gastmannschaft             |
| --------------------- | ---------------------------- | ------------------- | -------------------------- |
| Sa, 10.12., 16:45 Uhr | TuS Eintracht Minden         | 22:21               | TSV GutsMuths Berlin       |
| So, 11.12., 11:00 Uhr | Neuköllner Sportfreunde 1907 | 13:12               | Reinickendorfer Füchse     |
| So, 11.12., 11:00 Uhr | TSV Jarplund-Weding          | 15:20               | VfL Engelskirchen          |
| So, 11.12., 16:00 Uhr | Buxtehuder SV                | 19:22               | TSV Bayer 04 Leverkusen    |
| So, 11.12., 16:30 Uhr | TuS Walle Bremen             | 24:13               | Turnerbund Hamburg-Eilbeck |
| So, 11.12., 17:00 Uhr | MTV 1862 Moringen            | 17:19               | MSV Duisburg               |
| So, 11.12., 17:00 Uhr | HSG Langelsheim-Astfeld      | 23:23 n. V. 7m: 4:5 | TuS Alstertal              |
| So, 11.12., 17:00 Uhr | Vorwärts Wettringen          | 21:31               | VfL Oldenburg              |

### Gruppe Süd
| Datum                 | Heimmannschaft        | Ergebnis | Gastmannschaft           |
| --------------------- | --------------------- | -------- | ------------------------ |
| Sa, 10.12., 19:30 Uhr | TSV Rot-Weiß Auerbach | 24:90    | DJK Würzburg             |
| Sa, 10.12., 19:30 Uhr | HG Regensburg         | 16:24    | TSV Tempelhof-Mariendorf |
| Sa, 10.12., 19:30 Uhr | TSG Leihgestern       | 18:16    | HCD Gröbenzell           |
| Sa, 10.12., 19:30 Uhr | 1. FC Nürnberg        | 20:14    | PSV Grünweiß Frankfurt   |
| So, 11.12., 15:00 Uhr | SV Allensbach         | 16:21    | VfL Neckargartach        |
| So, 11.12., 16:00 Uhr | ASC Spandau           | 12:20    | VfL Sindelfingen         |
| So, 11.12., 17:00 Uhr | TV Mainzlar           | 28:14    | TSV Germania Malsch      |
| So, 11.12., 17:00 Uhr | TSV Dachau 1865       | 12:28    | TV Lützellinden          |

## Achtelfinale
Qualifiziert waren für das Achtelfinale folgende 16 Mannschaften, die hier nach ihrer Ligazugehörigkeit während der Saison 1988/89 aufgelistet sind.
 Gespielt wurde vom 8. bis 21. Januar 1989.
| Bundesliga | 2. Bundesliga | Regionalliga                                                                            |
| - TV Lützellinden - TSV Bayer 04 Leverkusen - VfL Engelskirchen (TV) - VfL Oldenburg - VfL Sindelfingen - TuS Eintracht Minden - 1. FC Nürnberg (TV) – Titelverteidiger | Staffel Nord - TuS Alstertal - MSV Duisburg Staffel Süd - TSV Rot-Weiß Auerbach - VfL Neckargartach - TSV Tempelhof-Mariendorf - TV Mainzlar | Nord - TuS Walle Bremen Berlin - Neuköllner Sportfreunde 1907 Südwest - TSG Leihgestern |

| Datum           | Heimmannschaft               | Ergebnis    | Gastmannschaft          |
| --------------- | ---------------------------- | ----------- | ----------------------- |
| So, 08.01.1989  | TSV Tempelhof-Mariendorf     | 24:22       | VfL Engelskirchen       |
| Mi, .11.01.1989 | TV Lützellinden              | 21:13       | TSV Rot-Weiß Auerbach   |
| Mi, .11.01.1989 | VfL Sindelfingen             | 12:22       | TSV Bayer 04 Leverkusen |
| Sa, 21.01.1989  | TSG Leihgestern              | 20:21 n. V. | TuS Alstertal           |
| Sa, 21.01.1989  | VfL Neckargartach            | 14:15       | 1. FC Nürnberg          |
| Sa, 21.01.1989  | Neuköllner Sportfreunde 1907 | 08:29       | TuS Eintracht Minden    |
| Sa, 21.01.1989  | TV Mainzlar                  | 19:29       | TuS Walle Bremen        |
| Sa, 21.01.1989  | MSV Duisburg                 | 14:27       | VfL Oldenburg           |

## Viertelfinale
Qualifiziert waren für das Viertelfinale folgende acht Mannschaften, die hier nach ihrer Ligazugehörigkeit während der Saison 1988/89 aufgelistet sind.
 Gespielt wurde vom 25. Februar bis 1. März 1989.
| Bundesliga                                                                                          | 2. Bundesliga                                                       | Regionalliga            |
| - TV Lützellinden - TSV Bayer 04 Leverkusen - VfL Oldenburg - TuS Eintracht Minden - 1. FC Nürnberg | Staffel Nord - TuS Alstertal Staffel Süd - TSV Tempelhof-Mariendorf | Nord - TuS Walle Bremen |

| Datum                  | Heimmannschaft           | Ergebnis | Gastmannschaft       |
| ---------------------- | ------------------------ | -------- | -------------------- |
| Sa, 25.02., 19:30 Uhr  | 1. FC Nürnberg           | 17:12    | TuS Eintracht Minden |
| So, 26.02., 15:30 Uhr  | TSV Tempelhof-Mariendorf | 14:19    | VfL Oldenburg        |
| Mi, 0.1.03., 20:00 Uhr | TSV Bayer 04 Leverkusen  | 35:15    | TuS Walle Bremen     |
| Mi, 0.1.03., 20:00 Uhr | TV Lützellinden          | 27:17    | TuS Alstertal        |

## Halbfinale
Qualifiziert waren für das Halbfinale folgende vier Mannschaften, die hier nach ihrer Ligazugehörigkeit während der Saison 1988/89 aufgelistet sind.
 Gespielt wurde am 22. April 1989.
| Bundesliga                                                                   |
| - TV Lützellinden - TSV Bayer 04 Leverkusen - VfL Oldenburg - 1. FC Nürnberg |

| Datum                 | Heimmannschaft  | Ergebnis | Gastmannschaft          |
| --------------------- | --------------- | -------- | ----------------------- |
| Sa, 22.04., 19:00 Uhr | VfL Oldenburg   | 19:18    | TSV Bayer 04 Leverkusen |
| Sa, 22.04., 19:30 Uhr | TV Lützellinden | 27:10    | 1. FC Nürnberg          |

## Finale DHB-Pokal
Das Finale um den DHB-Pokal, das aus Hin- und Rückspiel bestand, wurde am 4. und 7. Mai 1989 zwischen dem TV Lützellinden und dem VfL Oldenburg ausgetragen. Den Pokal sicherte sich zum ersten Mal die Mannschaft vom TV Lützellinden, die im Finale Oldenburg mit 49:41 (Hinspiel 21:21, Rückspiel 28:20) besiegte.
| Datum                 |               | Gesamt |                 | Hinspiel     | Rückspiel    |
| --------------------- | ------------- | ------ | --------------- | ------------ | ------------ |
| Do 4. Mai / So 7. Mai | VfL Oldenburg | 41:49  | TV Lützellinden | 21:21 (10:8) | 20:28 (6:17) |

### Hinspiel
Donnerstag, 4. Mai 1989 in Oldenburg, Sporthalle Eversten, 1.100 Zuschauer (ausverkauft)
VfL Oldenburg: Hintz – Möller, Witte , Mävers, Lambrecht (3), Lüdeking, Combecher (1), Köster  (7/4) , Seggelke (1) , Blase (6/1) , Wilczewska (3). Trainer: Schuhmann
TV Lützellinden: Wiedenhöft, Peters – Erčić (4), Tataruch (1), Mielke (1), Jarosch (3/1) , Leonte  (8) , Boueke (2) , Fiebag (2/1), Hoffmann, Jahn. Trainer: Gerlach
Schiedsrichter: Jürgen Schreiber & Wolfgang Zapp

### Rückspiel
Sonntag, 7. Mai 1989 in Gießen, Sporthalle Gießen-Ost, 1.300 Zuschauer
TV Lützellinden: Peters, Wiedenhöft – Erčić (1) , Tataruch (1), Mielke (2), Jarosch (6/3)  , Leonte  (14/4), Boueke (1), Fiebag (2). Trainer: Gerlach
VfL Oldenburg: Hintz – Möller (1), Witte, Mävers, Lambrecht (3) , Lüdeking , Combecher (2), Köster  (7/3), Seggelke (2), Blase (3), Wilczewska (2) . Trainer: Schuhmann
Schiedsrichter: Willi Henneking & Friedhelm Krietemeyer